# St Fagans

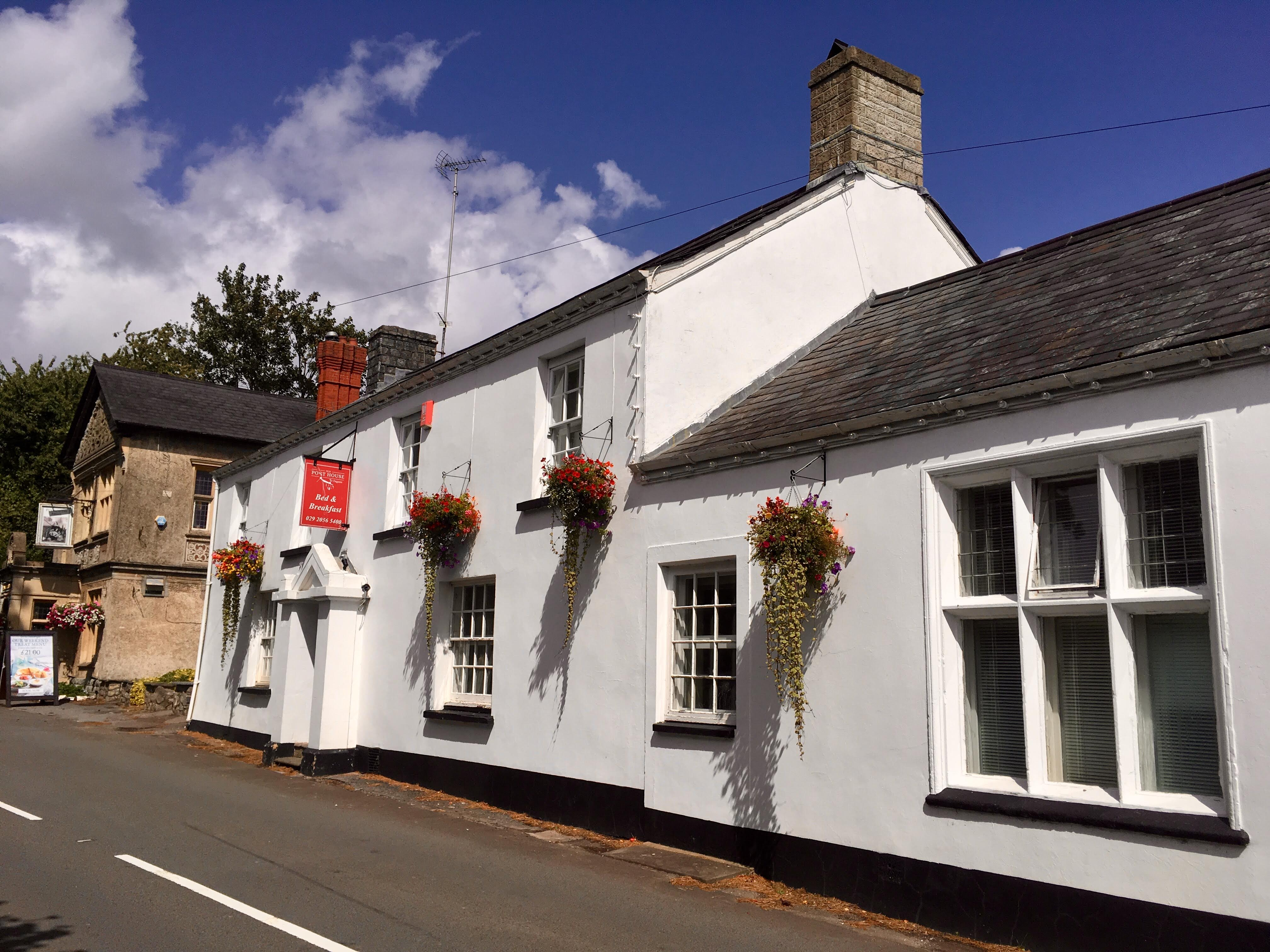
St Fagans: l'antico ufficio postale

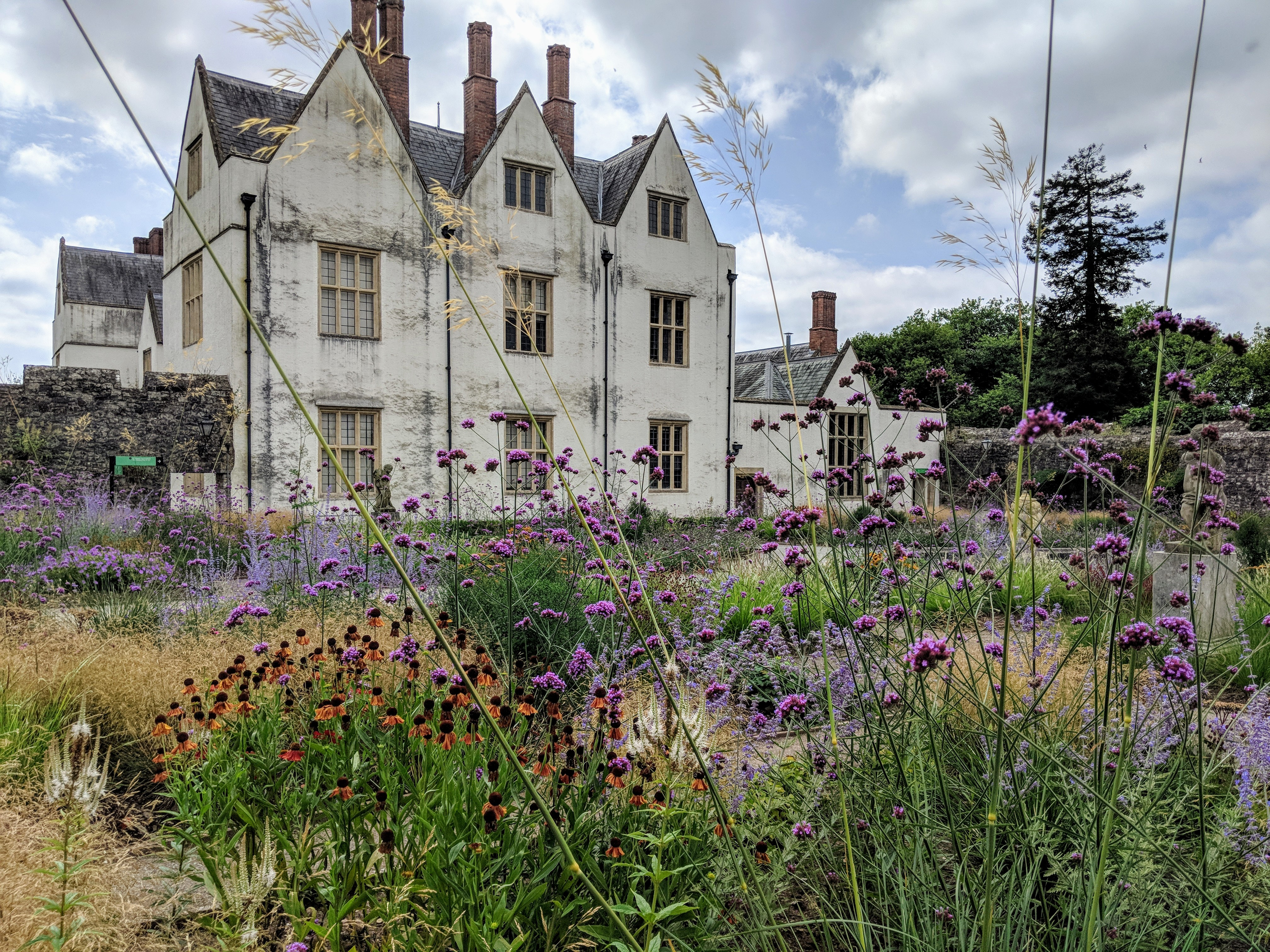
St Fagans: il castello

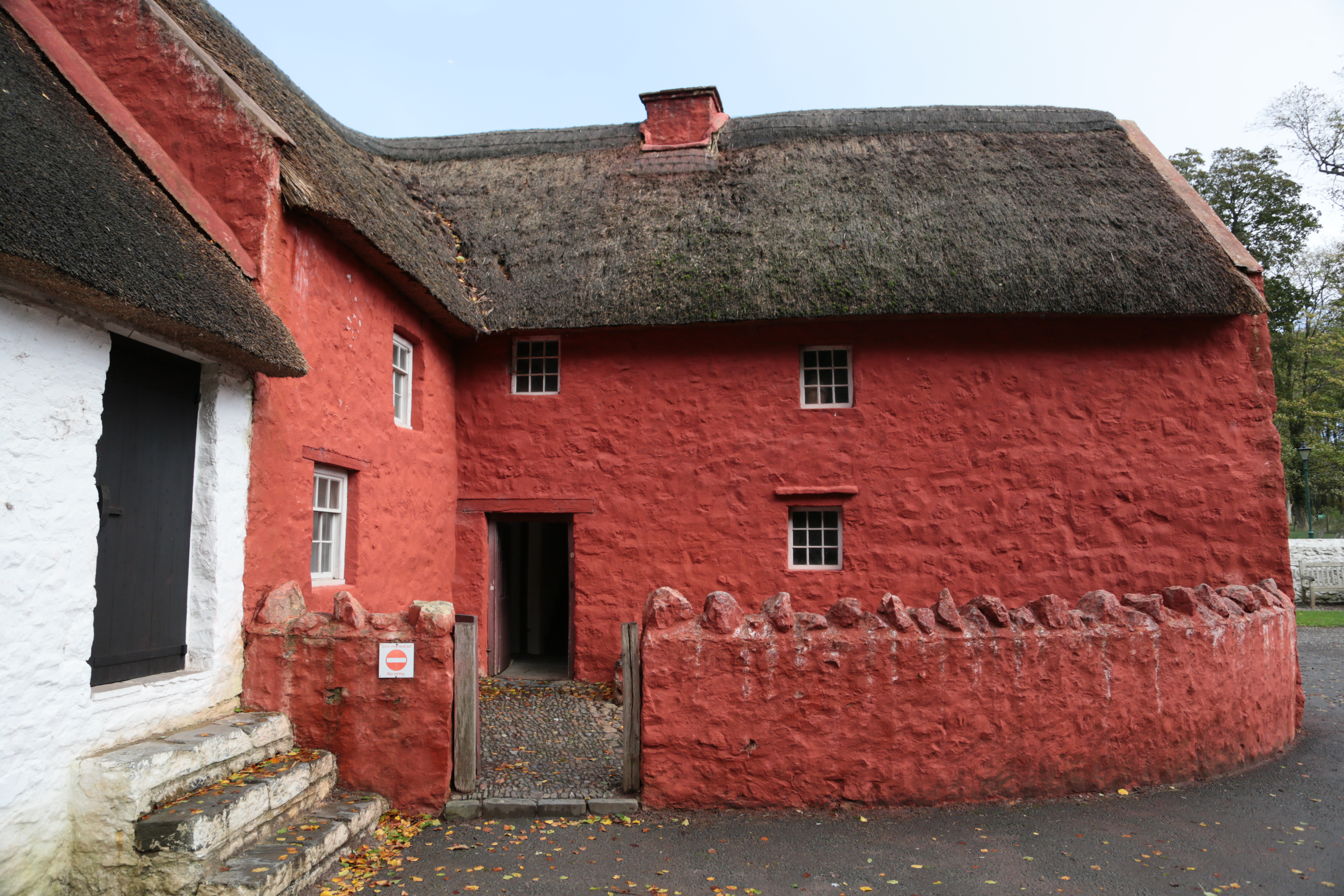
Edificio antico nel St Fagans National History Museum

St Fagans (in gallese: Sain Ffagan) è un villaggio con status di community del Galles sud-orientale, facente parte storicamente della contea del Glamorgan e ora sobborgo della capitale Cardiff e situato lungo il corso del fiume Ely. L'intera community conta una popolazione di circa 2 500 abitanti.

## Geografia fisica
St Fagans si trova a circa 8 km ad ovest/nord-ovest di Cardiff.

## Storia
Nel maggio del 1648 ebbe luogo nei pressi del villaggio, in seno alla guerra civile inglese, la battaglia di St Fagans, la più grande battaglia mai combattuta in Galles, alla quale parteciparono circa 11000 uomini.

## Monumenti e luoghi d'interesse

### Architetture religiose

#### Chiesa di Santa Maria
Principale edificio religioso di St Fagans è la chiesa di Santa Maria, risalente nella forma attuale al XVIII secolo, ma le cui origini risalgono al XII secolo, tanto da essere stata menzionata per la prima volta nel 1301.

### Architetture civili

#### Castello di St Fagans
Tra i principali edifici di St Fagans, figura il castello, un maniero in stile elizabettiano fatto costruire nel 1580 da John Gibbon, i cui interni sono stati ammodernati nel corso del XIX secolo.

## Società

### Evoluzione demografica
Nel 2018, la popolazione stimata della community di St Fagans era pari a 2 579 abitanti, di cui 1331 erano donne e 1248 erano uomini. 
La popolazione al di sotto dei 18 anni era stimata 554 unità (di cui 288 erano i bambini al di sotto dei 10 anni), mentre la popolazione dai 60 anni in su era stimata in 694 unità (di cui 97 erano le persone dagli 80 anni in su).
La community ha conosciuto un incremento demografico rispetto al 2011, quando la popolazione censita era pari a 2 535 unità, e soprattutto rispetto al 2001, quando la popolazione censita era pari a 1 838 unità.

## Cultura

### Musei

#### St Fagans National History Museum
Nel parco del castello di St Fagans, è ospitato dal 1948. il St Fagans National History Museum, un museo all'aperto, che raccoglie vari edifici storici provenienti da diverse zone del Galles.